# Marcel Janssens (hoogleraar)
Marcel Janssens (Grembergen, 28 februari 1932 - Haasrode, 11 juli 2013) was een Belgisch hoogleraar en literatuurhistoricus.

## Levensloop
Marcel Janssens werd na zijn studies Germaanse filologie, assistent en opvolger van de literatuurhistoricus Albert Westerlinck.
Hij werd in 1964 hoogleraar en doceerde Europese literatuurgeschiedenis en algemene literatuurwetenschap aan de Katholieke Universiteit Leuven. Gedurende decennia vormde hij vele generaties germanisten en neerlandici en leidde hen op met een brede cultuurhistorische, encyclopedische kijk op de letteren.
Hij was als literatuurhistoricus en -criticus een belangrijke speler in de Vlaamse literaire wereld tot begin jaren 90. Zijn credo als literatuurcriticus was: literatuurkritiek moet zich dienstbaar maken aan de literatuur en niet in de plaats van de literatuur (en de schrijver) zelf willen treden. Hij werd emeritus in 1997.
Hij was een kenner van het literatuurvergelijkende werk van Leo Spitzer en Oskar Walzel en een Multatulispecialist.
Daarnaast was hij in De Standaard der Letteren een gerespecteerd literatuurcriticus die regelmatig zijn Europees licht over de Vlaamse literatuur liet schijnen in panoramische, synthetische stukken. Jarenlang was hij, eerst redactielid, daarna hoofdredacteur van het literaire tijdschrift Dietsche Warande & Belfort.
In 1985 werd hem de Staatsprijs voor Kritiek en Essay toegekend.
Janssens was ook een bevlogen causeur die de nieuwste literair-historische inzichten voor een groot publiek kon vulgariseren.
Binnen de universiteit was hij opeenvolgend afdelingshoofd, departementsvoorzitter, decaan, groepsvoorzitter en voorzitter van de cultuurcommissie. Hij was lid van de Koninklijke Academie van Nederlandse Taal en Letterkunde, en doctor honoris causa van de Universiteit van Potchefstroom (Zuid-Afrika), de Universiteit van Wroclaw (Polen) en de Universiteit van Timisoara (Roemenië).

## Marcel Janssens en Louis Couperus
Janssens heeft zich ook, vanaf 1965, zeer geïnteresseerd voor de Nederlandse schrijver Louis Couperus (1863-1923). Behalve dat hij voorkomt in de boeken Tachtig jaar na tachtig (1960), Met groter L (1994) en De L van Lezen (1999), schreef hij enkele afzonderlijke artikelen over de schrijver en zijn werk, zoals over de "omineuze romanopening van De stille kracht".

### Publicaties over Couperus
- [bespreking van] 'Marc Galle, Couperus en de kritiek', in: Spiegel der letteren 9 (1965-1966) 3, p. 234-235.
- Tachtig jaar na tachtig. De evolutie in het personage in de Nederlandse verhaalkunst van Couperus tot Michiels. Groningen, 1974, p. 125-127.
- 'Het omineuze romanbegin. Een voorbeeld bij Louis Couperus', in: Lewe met woorde. Opstelle oor die prosa. Byeengebring by geleentheid van die sestigste verjaardag van Elize Botha, 19 nov. 1990. Kaapstad, Tafelberg, 1990, p. 74-89.
- 'Notities over het Italië-beeld in de Nederlandse literatuur van de 20ste eeuw', in: Bulletin de l'Institut Historique belge de Rome  61 (1991), p. 105-123.
- 'Een meer bij Louis Couperus en een meer bij Hella S. Haasse: twee fasen in de dekolonisering', in: Verslagen en mededelingen van de Koninklijke Academie voor Nederlandse taal- en letterkunde (nieuwe reeks) (1992) 1, p. 1-10.
- 'Over de woordvolgorde bij Louis Couperus', in: Verslagen en mededelingen van de Koninklijke Academie voor Nederlandse taal- en letterkunde (nieuwe reeks) (1992) 2-3, p. 153-162.
- 'De natuur als symbool. Nog een voorbeeld bij Louis Couperus', in: Verslagen en mededelingen van de Koninklijke Academie voor Nederlandse taal- en letterkunde (1993) 1, p. 20-29.
- 'De omineuze romanopening van De stille kracht', in: Arabesken 10 (2002) 19, p. 16-20.

## Andere publicaties
- Tachtig jaar na tachtig (1960)
- De schaduwloper (1967)
- De maat van drie (1984)
- Geboekstaafd. Vlaamse prozaschrijvers na 1945 (1988).
- Lof der traagheid. Over leescultuur (1989)
- Met groter L. Van Couperus tot Claus (1994)
- De L van Lezen (1999)